# Котяча акула карликова
Котяча акула карликова (Scyliorhinus torrei) — акула з роду Котяча акула родини Котячі акули. Інші назви «флоридська котяча акула», «кубинська котяча акула», «білоплямиста котяча акула», «котяча акула-гном».

## Опис
Загальна довжина досягає 32 см, зазвичай 24-26 см. Голова відносно велика, широка. Морда округла. Очі великі, мигдалеподібні, з мигальною перетинкою. За ними розташовані невеличкі бризкальця. Носові клапани короткі. Губні борозни короткі, лише на нижній губі. Рот помірно широкий, дугоподібний. Зуби однакові на обох щелепах. Зуби дрібні, з 3 верхівками, з яких центральна є високою і шилоподібною, бокові — крихітні. Тулуб стрункий. Грудні плавці великі, широкі, з овальними кінчиками. має 2 спинних плавця, з яких передній майже 2 рази більше за задній. Передній спинний плавець розташовано навпроти закінчення черевних плавців, задній — навпроти закінчення анального плавця. Хвостовий плавець помірно короткий, вузький, гетероцеркальний.
Забарвлення світло-коричневе. Уздовж спини та з боків є нечіткі темно-коричневі сідлоподібні плями, на яких розкидані світлі цяточки.

## Спосіб життя
Тримається на глибинах від 229 до 550 м. Полює біля дна, є бентофагом. Живиться переважно креветками, глибоководними кальмарами, мальками риб, морськими черв'ямкаи.
Це яйцекладна акула. Самиця відкладає 2 яйця з вусиками, якими чіпляються до ґрунту.

## Розповсюдження
Мешкає біля узбережжя Куби, Багамських островів, штату Флорида (США).